# Lithophane simplex
Lithophane simplex là một loài bướm đêm trong họ Noctuidae.